# مقاطعة تشيني (كولورادو)
مقاطعة تشيني (بالإنجليزية: Cheyenne County)‏ هي إحدى مقاطعات ولاية كولورادو في الولايات المتحدة الأمريكية.